# 극장판 TRICK 영능력자 배틀로얄
《극장판 TRICK 영능력자 배틀로얄》(일본어: 劇場版TRICK 霊能力者バトルロイヤル)은 2010년 5월 8일에 개봉한 일본 영화이다.

## 개요
《트릭》 시리즈 10주년 기념 작품(3탄)이며, 전작(TRICK 극장판 2)이 제작된지 4년만에 제작되었다. 일본내 최종 흥행 수입은 18.6억엔
2010년 5월 8일 개봉에 맞추어 닌텐도 DS 소프트 출시, 스핀오프 드라마 야베 켄조 방영 등이 함께 이루어졌다. 또한 5월 15일에는 신작 스페셜2가 방송되었으며, 5월 20일에는 우에다 지로의 공식 블로그 '천재인 내가 너에게'가 개설되었다.
대한민국에서는 부산국제영화제에 공식 초청되어, 상영이 이루어졌다.

## 줄거리
어느 날, 만넨마을(万練村)에 사는 나카모리 쇼헤이(中森翔平)라는 청년이 우에다를 찾아온다. 이 마을에는 '카미하에리'라는 영능력자가 마을을 다스리는데, 그 카미하에리의 선발은 전국에서 모집한 영능력자끼리 서로 싸우게 하는 이른바 '영능력자 배틀로얄'이라고도 할 수 있는 대회가 열려, 마지막에 살아남은 자가 카미하에리가 되는 것이라고 한다. 그리고 최근 쇼헤이의 조모였던 선대 카미하에리가 세상을 뜨게 되어 마을에서는 대회를 준비하고 있다. 쇼헤이도 참가자 중 한 사람이지만, 이 풍습을 중지시키기 위해 영능력자 같은 건 없다는 것을 증명해달라고 우에다에게 의뢰를 한다.
혼자서는 불안한 우에다는 나오코를 데리고 가려고 하지만 거절당하고 만다. 사실 나오코는 또 해고를 당하였으나 우연히 고용주가 카미하에리 선발 대회 참여를 권유하여 우승자에게 주어지는 공물과 보물을 노리고 그 마을에 가기로 한 상태였다.
각각 다른 목적으로 마을을 방문했지만 결국 마주치게 된 야마다와 우에다. 서로가 아는 사이임을 들켜서는 안 되기에 보물을 손에 넣기 위해 서로 결탁하고 대회에서 승리하기 위한 계획을 짠다.
대회가 시작되고, 참가자들은 각각 자신의 영능력을 보이면서 자신이야 말로 진정한 영능력자라고 주장한다. 하지만 참가자 중 한 사람인 스즈키 레이이치로에 의해 대회는 처참한 생존 게임이 되고 마는데….

## 출연

### 주연
- 나카마 유키에
- 아베 히로시

### 조연
- 후지키 나오히토
- 카호
- 카타세 나나
- 마스모토 쇼이치로
- 마츠다이라 켄
- 나마세 카츠히사
- 노기와 요코
- 사토 타케루
- 토다 케이코

## 기타
- Line PD: 와타나베 노리오
- 공동제작: 미즈노 후미히데
- 공동제작: 나가사카 노부히토
- 공동제작: 오기 토루
- 조감독: 키무라 히사시
- 소품팀: 이나가키 히사오
- Ass-PD: 코쿠보 사토시
- Ass-PD: 요시카와 다이스케

## 스탭
- 감독 - 츠츠미 유키히코
- 각본 - 마키타 미츠하루
- 음악 - 츠지 요우
- 제작 - 우에마츠 미치오, 시마타니 요시나리
- 공동 제작 - 오자키 토오루, 미즈노 후미히데, 요시다카가미, 나가사카 노부토
- 프로듀서 - 히라죠 타카시, 이치가와 미나미
- 기획 - 우메자와 미치히코, 츠카다 야스히로
- 보조 프로듀서 - 쿠와타 키요시, 야마우치 아키히로
- 프로듀서 - 나츠 코이치, 마키 타 코우지, 히구치 유카
- 협력 프로듀서 - 고쿠보 사토시, 요시카와 다이스케
- 조감독 - 키무라 히사시
- 촬영 - 마다라메 시게토모, 사카모토 마사토시
- 미술 - 이나가키 히사오
- 편집 - 이토 노부유키
- 조명 - 카와사토 가즈유키
- 녹음 - 우스이 히사오
- 조감독 - 타카아키
- 제작 담당 - 시노미야 타카히로
- 주제가 - 쿠마가이 이쿠미 〈월 연가(月恋歌)〉
- 영상 제작 - 토호 영상 미술
- 제작위원회 - TV 아사히, 토호, 오기 프로덕션, 나고야 TV 방송, 아사히 방송, 사무실 크레센도
- 배급 - 토호